# Jessica Hecht

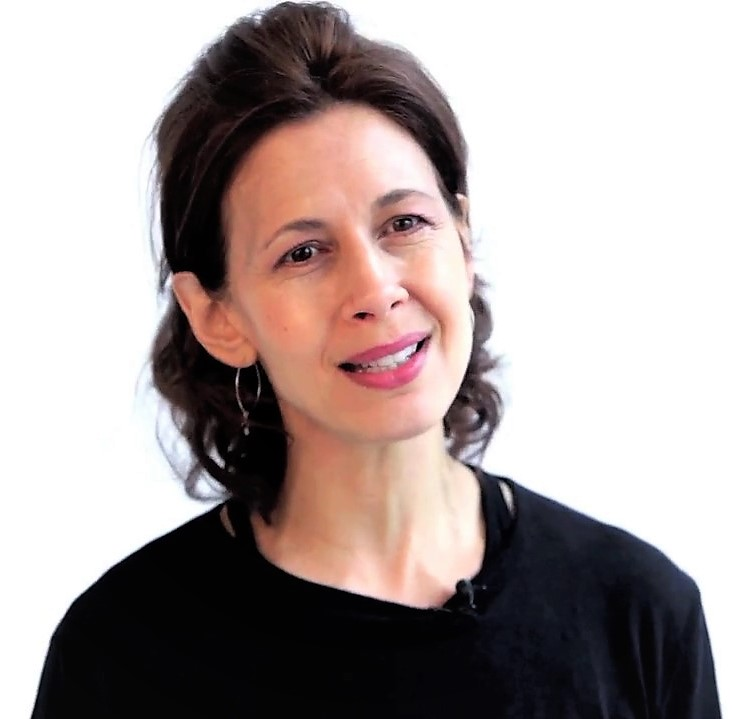
Jessica Hecht, 2015

Jessica Anne Hecht (* 28. Juni 1965 in Princeton, New Jersey) ist eine US-amerikanische Schauspielerin.

## Leben und Karriere
Hecht wurde im Juni 1965 in Princeton im US-Bundesstaat New Jersey als Tochter des Arztes Richard Hecht und seiner Frau Lenore, eine Psychotherapeutin, geboren.
Im Alter von drei Jahren zog Hecht mit ihrer Familie nach Bloomfield, Connecticut. Nach der Scheidung ihrer Eltern wurden Hecht und ihre ältere Schwester von ihrer Mutter und deren neuem Ehemann Howard Iger großgezogen. 1987 machte Hecht ihren Bachelor of Fine Arts in Drama an der Tisch School of the Arts der New York University.
Seit Anfang der 1990er Jahre ist Hecht regelmäßig in Fernsehserien wie Seinfeld, Law & Order und Emergency Room – Die Notaufnahme zu sehen. Zu ihren bekanntesten Fernsehrollen gehörte Susan Bunch in der Serie Friends und Gretchen Schwartz in der Serie Breaking Bad.
Hecht war auch in einigen Fernseh- und Kinofilmen zu sehen. 2004 spielte sie neben Julianne Moore in Die Vergessenen und 2009 unter der Regie von Woody Allen in Whatever Works – Liebe sich wer kann. Außerdem hatte Hecht eine Nebenrolle in Fair Game – Nichts ist gefährlicher als die Wahrheit (2010) mit Naomi Watts und Sean Penn in den Hauptrollen.
Neben ihrer Arbeit vor Film- und Fernsehkamera tritt Hecht auch am Theater auf. Insbesondere stand sie in einem Revival von Arthur Millers Stück A View From the Bridge mit Liev Schreiber und Scarlett Johansson am Broadway auf der Bühne. Für ihre Rolle als Beatrice Carbone wurde Hecht 2010 für einen Tony Award als Beste Nebendarstellerin nominiert, der Preis ging jedoch an ihre Kollegin Johansson.
Die Schauspielerin ist seit 1995 mit dem Regisseur Adam Bernstein verheiratet.

## Filmografie (Auswahl)
- 1994: Superman – Die Abenteuer von Lois & Clark (Lois & Clark:
The New Adventures of Superman, Fernsehserie, 1 Folge)
- 1994: Seinfeld (Fernsehserie, 2 Folgen)
- 1994: Party of Five (Fernsehserie, 1 Folge)
- 1994–2000: Friends (Fernsehserie, 17 Folgen)
- 1995: Joe’s Rotten World
- 1995: The Wayans Bros. (Fernsehserie, 1 Folge)
- 1995: Kicking and Screaming
- 1995: Verlorene Träume (The Heidi Chronicles, Fernsehfilm)
- 1995: Aphrodisia (Fernsehserie, 1 Folge)
- 1995–1996: Ein Single kommt immer allein (The Single Guy, Fernsehserie)
- 1996: Harvey (Fernsehfilm)
- 1996: Intimate Betrayal (Fernsehfilm)
- 1996: Der Weihnachtsbaum (The Christmas Tree, Fernsehfilm)
- 1997: Ein Wink des Himmels (Promised Land, Fernsehserie, 1 Folge)
- 1997: Allein gegen die Zukunft (Early Edition, Fernsehserie, 1 Folge)
- 1998: Anarchy TV
- 1999: Jump
- 1999: Homicide (Homicide: Life on the Street, Fernsehserie, 1 Folge)
- 1999: 7 Girlfriends
- 1999: Law & Order: Special Victims Unit (Fernsehserie, 1 Folge)
- 2001: What about Joan (Fernsehserie, 18 Folgen)
- 2001: Die Grauzone (The Grey Zone)
- 2002: The Agency – Im Fadenkreuz der C.I.A. (The Agency, Fernsehserie, 1 Folge)
- 2003: Criminal Intent – Verbrechen im Visier (Law & Order: Criminal Intent, Fernsehserie, 1 Folge)
- 2004: Century City (Fernsehserie, 1 Folge)
- 2004: The Jury (Fernsehserie, 1 Folge)
- 2004: Saving Face
- 2004: Sideways
- 2004: Die Vergessenen (The Forgotten)
- 2005: At Last
- 2005: Stay
- 2005: Emergency Room – Die Notaufnahme (ER, Fernsehserie, 2 Folgen)
- 2006: Rabbits (Kurzfilm)
- 2006: 3 lbs. (Fernsehserie, 1 Folge)
- 2007: Starting Out the Evening
- 2007: Dan – Mitten im Leben! (Dan in Real Life)
- 2008: Quid Pro Quo
- 2008: Calling It Quits
- 2008: Eleventh Hour – Einsatz in letzter Sekunde (Eleventh Hour, Fernsehserie, 1 Folge)
- 2008–2009, 2013: Breaking Bad (Fernsehserie, 5 Folgen)
- 2009: Law & Order (Fernsehserie, 1 Folge)
- 2009: The Winning Season
- 2009: Jesse Stone: Dünnes Eis (Jesse Stone: Thin Ice)
- 2009: Reunion
- 2009: Whatever Works – Liebe sich wer kann (Whatever Works)
- 2009: U.S. Attorney (Fernsehfilm)
- 2010: Good Wife (The Good Wife, Fernsehserie, 1 Folge)
- 2010: Helena from the Wedding
- 2010: Fair Game – Nichts ist gefährlicher als die Wahrheit (Fair Game)
- 2010: Medium – Nichts bleibt verborgen (Medium, Fernsehserie, 1 Folge)
- 2010: My Soul to Take
- 2010: CSI: Vegas (CSI: Crime Scene Investigation, Fernsehserie, 1 Folge)
- 2010: Bored to Death (Fernsehserie, 3 Folgen)
- 2011: Nurse Jackie (Fernsehserie, 1 Folge)
- 2011: J. Edgar
- 2011: Bad Sitter (The Sitter)
- 2012: The Magic of Belle Isle – Ein verzauberter Sommer (The Magic of Belle Isle)
- 2013: Northern Borders
- 2013: Elementary (Fernsehserie, 1 Folge)
- 2013: The English Teacher
- 2013–2014: Person of Interest (Fernsehserie, 2 Folgen)
- 2014: The Sisterhood of Night
- 2015: Marvel’s Jessica Jones (Fernsehserie, 1 Folge)
- 2016: Falling Water (Fernsehserie, 2 Folgen)
- 2018: Quantico (Fernsehserie, 1 Folge)
- 2019: Succession (Fernsehserie, 2x4)
- 2019–2021: Ein besonderes Leben (Special, Fernsehserie, 16 Folgen)
- 2020: The Boys (Fernsehserie, 5 Folgen)
- 2020: The Sinner (Fernsehserie, 7 Folgen)
- 2021: Younger (Fernsehserie, 1 Folge)
- 2022–2024: Tokyo Vice (Fernsehserie, 6 Folgen)
- 2025: Eleanor the Great

## Theater
- 1990: Othello
- 1997: Plunge
- 1997–1998: The Last Night of Ballyhoo
- 1998: Stop Kiss
- 1999: Lobster Alice
- 2002: The Fourth Sister
- 2003: Flesh and Blood
- 2004: After The Fall
- 2005: Julius Caesar
- 2006: The House in Town
- 2007: Howard Katz
- 2009: Brighton Beach Memoirs
- 2009: Broadway Bound
- 2010: A View From the Bridge
- 2011: Drei Schwestern (Three Sisters)
- 2011: Endstation Sehnsucht (A Streetcar Named Desire)